# بخش ماهوتاری
بخش ماهوتاری (به لاتین: Mahottari District) یک بخش در نپال است که در استان شماره ۲ واقع شده‌است. بخش ماهوتاری ۱٬۰۰۲ کیلومتر مربع مساحت و ۶۲۷٬۵۸۰ نفر جمعیت دارد.